# Pride (album de White Lion)
Pour les articles homonymes, voir Pride (homonymie).
Albums de White Lion
Fight to Survive
(1985) Big Game
(1989)
Singles
1. Wait
Sortie : 1er juin 1987
2. Tell Me
Sortie : avril 1988
3. When the Children Cry
Sortie : novembre 1988

Pride est le 2e album studio du groupe de hard rock américain White Lion, sorti le 21 juin 1987 sur le label Atlantic Records.

## Historique
Début 1987, le label Atlantic Records signe le groupe. Celui-ci entre aussitôt dans les studios Amigo à North Hollywood pour enregistrer son deuxième album avec Michael Wagener aux commandes. Le single "Wait" précède de peu la sortie de l'album en juin et dès juillet le groupe part en tournée en support de Ace Frehley's Comet.
Après avoir ouvert pour différents groupes comme Aerosmith, Ozzy Osbourne où Kiss, White Lion s'embarque en janvier 1988 avec AC/DC pour une nouvelle tournée. C'est à ce moment que l'album commence à grimper dans les charts américains pour atteindre la 11e place du Billboard 200 le 7 mai 1988. "Wait" premier single sorti le 1er juin 1987 mettra presque un an à enter dans le top 10 du Hot 100 pour finalement se classer 8e. Les deux singles suivants, "Tell Me" (# 58) et surtout "When the Children Cry" (# 3) qui sera le plus gros succès du groupe entreront aussi dans le Hot 100 en 1988 et 1989.
Dopé par ses singles, la diffusion des clips vidéo sur MTV et les incessantes tournées, l'album sera certifié double disque de platine aux États-Unis et disque de platine au Canada.

## Liste des titres
Toutes les chansons sont écrites et composées par Vito Bratta et Mike Tramp.
| No  | Titre                       | Durée |
| --- | --------------------------- | ----- |
| 1.  | Hungry                      | 3:53  |
| 2.  | Lonely Nights               | 4:16  |
| 3.  | Don't Give Up               | 3:13  |
| 4.  | Sweet Little Loving         | 4:00  |
| 5.  | Lady of the Valley          | 6:27  |
| 6.  | Wait                        | 4:00  |
| 7.  | All You Need Is Rock N Roll | 5:01  |
| 8.  | Tell Me                     | 4:28  |
| 9.  | All Join Our Hands          | 4:22  |
| 10. | When the Children Cry       | 4:10  |

## Composition du groupe
- Mike Tramp : chant
- Vito Bratta : guitares
- James LoMenzo : basse
- Greg D'Angelo : batterie, percussions

## Charts et certifications

### Album
Charts
| Pays                       | Durée du classement | Position | Date           |
| -------------------------- | ------------------- | -------- | -------------- |
| Canada (RPM)               | 14 semaines         | 44e      | 2 juillet 1988 |
| États-Unis (Billboard 200) | 86 semaines         | 11e      | 7 mai 1988     |
| Suède (Sverigetopplistan)  | 4 semaines          | 30e      | 3 mai 1988     |

Certifications
| Pays       | Ventes      | Certification | Date            |
| ---------- | ----------- | ------------- | --------------- |
| États-Unis | 2 × Platine | 2 000 000 +   | 18 mai 1990     |
| Canada     | Platine     | 100 000 +     | 19 janvier 1990 |

### Singles
| Single                | Chart                    | Durée du classement | Position | Date            |
| --------------------- | ------------------------ | ------------------- | -------- | --------------- |
| Wait                  | (Hot 100)                | 21 semaines         | 8e       | 21 mai 1988     |
| Wait                  | (Mainstream Rock Tracks) | 13 semaines         | 18e      | 12 mars 1988    |
| Wait                  | (RPM Top Singles)        | 6 semaines          | 48e      | 18 juin 1988    |
| Wait                  | (UK Singles Chart)       | 3 semaines          | 88e      | 3 juillet 1988  |
| Tell Me               | (Hot 100)                | 11 semaines         | 58e      | 6 août 1988     |
| Tell Me               | (Mainstream Rock Tracks) | 15 semaines         | 25e      | 14 mai 1988     |
| When the Children Cry | (Hot 100)                | 23 semaines         | 3e       | 4 février 1989  |
| When the Children Cry | (Mainstream Rock Tracks) | 21 semaines         | 7e       | 28 janvier 1989 |
| When the Children Cry | (RPM Top Singles)        | 12 semaines         | 2e       | 25 février 1989 |
| When the Children Cry | (UK Singles Chart)       | 1 semaine           | 88e      | 19 mars 1989    |
| When the Children Cry | (Sverigetopplistan)      | 6 semaines          | 7e       | 31 mai 1989     |